# Chimyon
Chimyon (uzb. cyr.: Чимён; ros.: Чимион, Czimion) – osiedle typu miejskiego we wschodnim Uzbekistanie, w wilajecie fergańskim, u podnóży Gór Ałajskich, w tumanie Fargʻona. W 1989 roku liczyło ok. 2,4 tys. mieszkańców. Ośrodek przemysłu i wydobycia nafty. Kurort balneologiczny.